# 西気賀駅
西気賀駅（にしきがえき）は、静岡県浜松市浜名区細江町気賀にある天竜浜名湖鉄道天竜浜名湖線の駅。「えんちゃんプリンス岬」の副駅名がある。

## 歴史
- 1938年（昭和13年）4月1日：国鉄二俣西線（のちの二俣線）の駅として開業[1]。旅客・貨物の取扱を開始[1]。
- 1962年（昭和37年）8月21日：貨物の取扱を廃止[1]。
- 1987年（昭和62年）3月15日：二俣線の第三セクター化で天竜浜名湖鉄道の駅となる[1]。
- 2011年（平成23年）1月26日：本屋および待合所が登録有形文化財として登録される[2]。
- 2022年（令和4年）3月1日：遠州信用金庫が駅名ネーミングライツを取得し、マスコットキャラクターの「えんちゃん」と駅の近くのプリンス岬から命名された副駅名を付した「西気賀（えんちゃんプリンス岬）駅」とすることを発表。期間は2022年3月1日から2024年3月31日まで。

## 駅構造
相対式ホーム2面2線の地上駅。無人駅である。駅舎には洋食店「グリル八雲」が入っていたが、2024年（令和6年）8月18日をもって閉店し、2025年（令和7年）3月より焼き菓子店「菓子屋 月暈」が新たに入っている。構内踏切を挟んで斜向かいに上下ホームが位置し、列車交換が行われる。
本屋および待合所が、国の登録有形文化財として登録されている。

### のりば
| ホーム | 路線          | 方向 | 行先       |
| ------ | ------------- | ---- | ---------- |
| 駅舎側 | ■天竜浜名湖線 | 下り | 新所原方面 |
| 反対側 | ■天竜浜名湖線 | 上り | 掛川方面   |

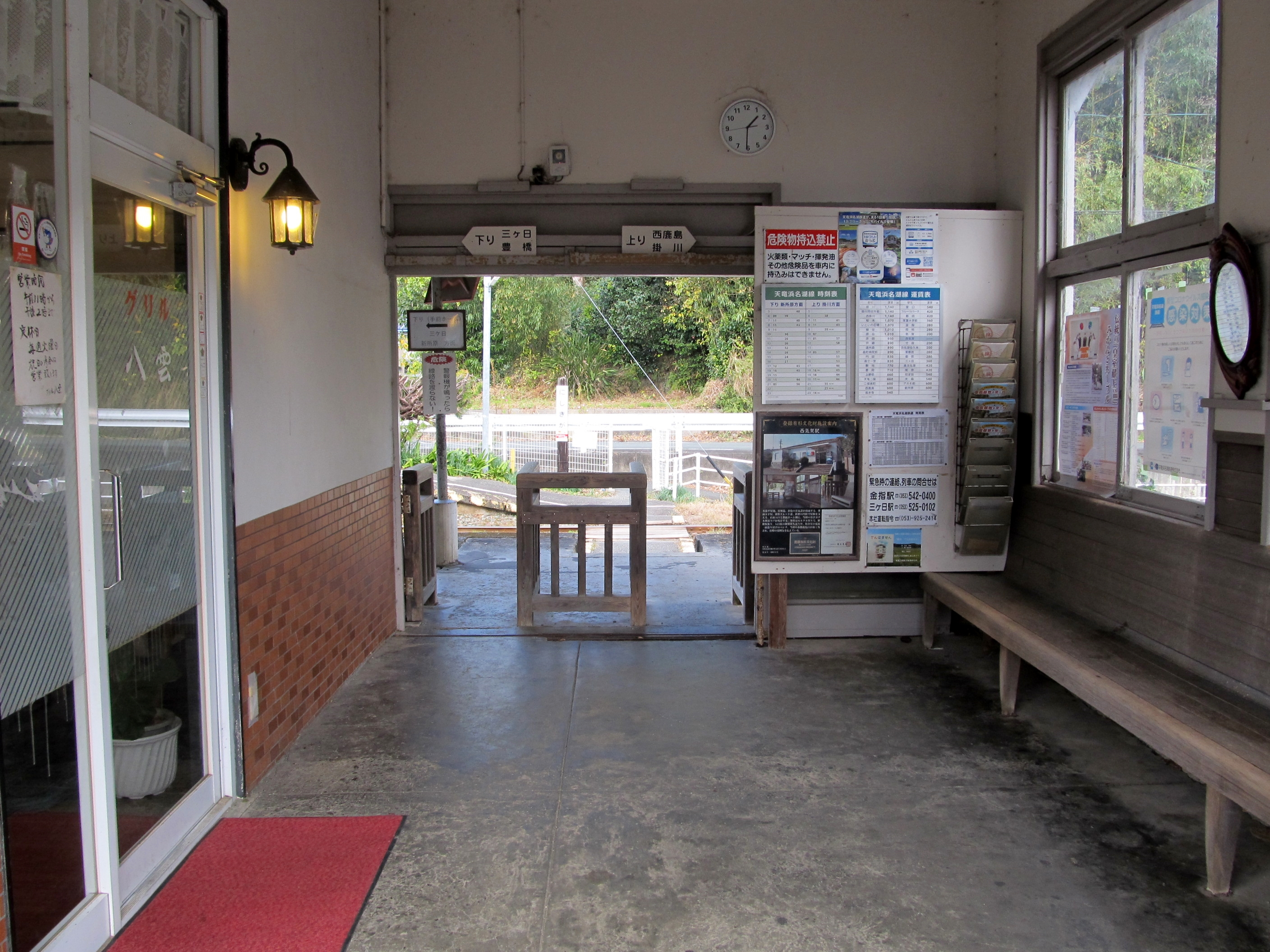
改札口
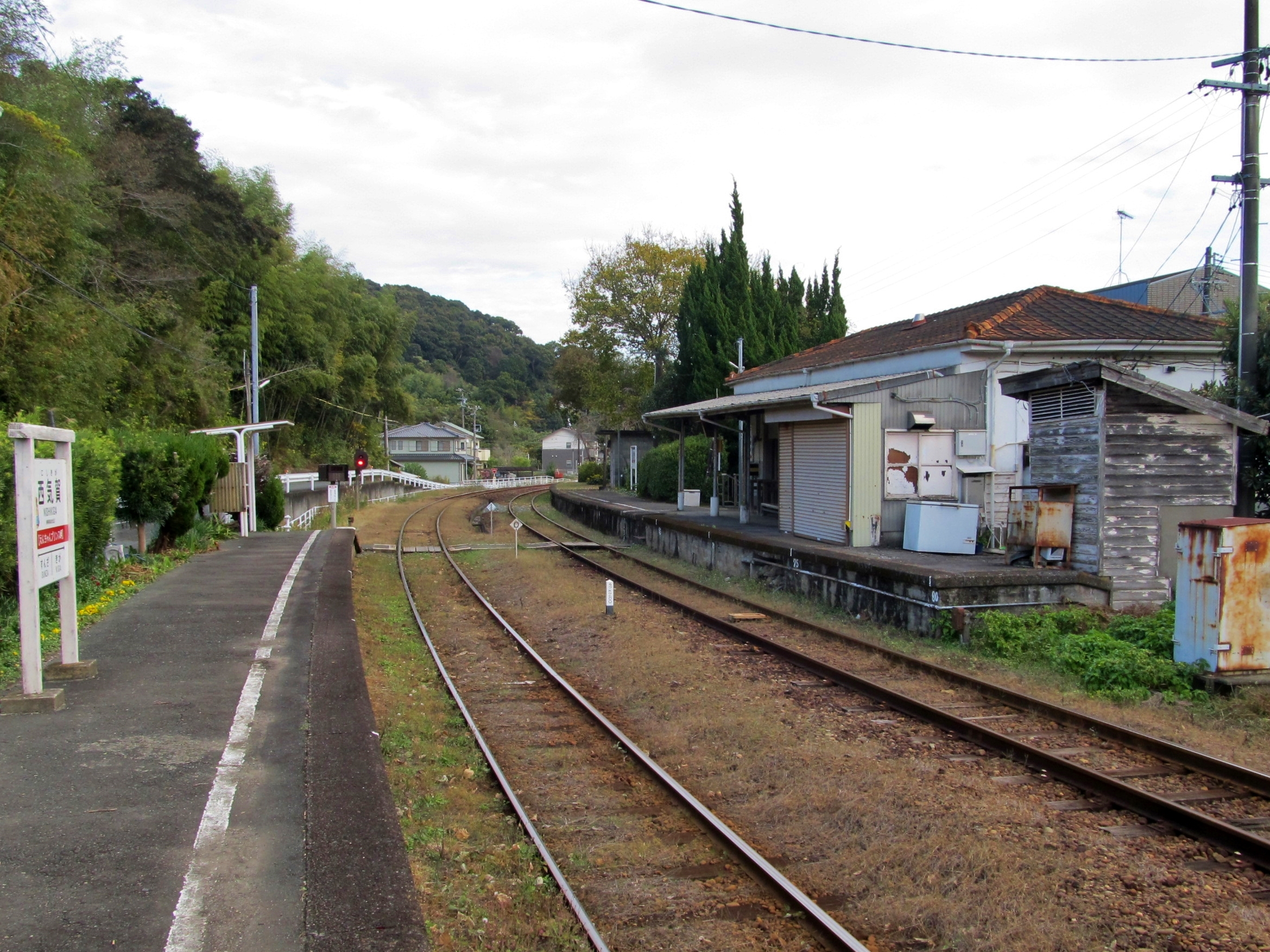
ホーム

## 利用状況
近年の乗車人員は以下の通りである。
| 乗車人員推移 | 乗車人員推移     |
| 年度         | 一日平均乗車人員 |
| ------------ | ---------------- |
| 2008         | 64               |
| 2009         | 55               |
| 2010         | 54               |
| 2011         | 50               |
| 2012         | 33               |
| 2013         | 42               |
| 2014         | 44               |
| 2015         | 36               |
| 2016         | 38               |
| 2017         | 38               |
| 2018         | 35               |

## 駅周辺
- 浜名湖（引佐細江）
- 五味半島 - 明仁上皇が皇太子の頃、別荘があったことから、先端部を俗に「プリンス岬」と称する。
- 西気賀郵便局
- 国道362号 - 姫街道
- 遠鉄バス40気賀三ヶ日線「西気賀」停留所 - 駅から300mほど歩いた国道362号上にある。浜松駅行（気賀駅前に寄らず）、三ヶ日車庫行。

## 隣の駅
天竜浜名湖鉄道
■天竜浜名湖線
気賀駅 - 西気賀駅 - 寸座駅